# Tomb Raider (videogioco 2013)
Tomb Raider è un videogioco d’azione e avventura uscito nel 2013 per PlayStation 3, Xbox 360 e Microsoft Windows, successivamente reso disponibile anche per macOS, Linux e SHIELD Android TV. Nel 2014 è stata pubblicata una versione migliorata, intitolata Definitive Edition, per PlayStation 4 e Xbox One, mentre nel dicembre 2019 è approdata anche su Google Stadia.
Il titolo rappresenta un reboot della celebre saga videoludica omonima, sviluppato da Crystal Dynamics e pubblicato da Square Enix. Ambientato in quella che viene definita la "Survivor Timeline", questo nuovo capitolo segna un nuovo inizio per la serie, raccontando le origini di Lara Croft. La protagonista viene mostrata in una fase iniziale della sua evoluzione: giovane, inesperta e non ancora temprata dagli eventi.
È anche il primo titolo della serie a ricevere il rating M (Mature: vietato ai minori) dall’ESRB, grazie a una narrazione intensa, scene violente e un linguaggio più adulto, che riflettono il tono più realistico e drammatico del gioco
Il lancio del titolo è stato un grande successo: Darrell Gallagher di Crystal Dynamics ha annunciato, poche settimane dopo l’uscita, che Tomb Raider aveva ottenuto il miglior debutto nella storia della serie, vendendo un milione di copie nella prima settimana. Entro novembre 2016, il gioco aveva superato gli 11 milioni di copie vendute a livello globale, diventando così il capitolo più venduto dell’intera saga.

## Trama
La ventunenne Lara Croft ha appena conseguito la laurea in archeologia e, spinta dalla sua caparbietà si imbarca in una spedizione archeologica sulla nave Endurance, capeggiata dal capitano Conrad Roth, vecchio amico di famiglia di Lara, alla ricerca di un reame leggendario chiamato Yamatai, guidato dalla malefica Regina del Sole, Himiko.
Dopo aver studiato alcuni testi, Lara si convince che per trovare Yamatai bisogna dirigersi verso il Triangolo del Drago; convinta che le presunte attività paranormali riscontrate in quella zona siano semplici dicerie, la ragazza convince i membri della spedizione a cambiare rotta. La nave però si trova nel mezzo di una violentissima e improvvisa tempesta, viene letteralmente spezzata in due e il gruppo naufraga su una misteriosa isola ai margini del Giappone. Lara rimane sola e viene tramortita ed imprigionata da un selvaggio, che l'appende e la lascia a testa in giù all'interno di una caverna. Lara riesce a liberarsi e a fuggire. Mettendosi alla ricerca dei suoi compagni ed esplorando l'area circostante, la giovane s'imbatte in rudimentali abitazioni, vicino ai quali riecheggiano canti religiosi, e si rende conto che quell'isola è abitata.
Dopo aver vagato a lungo, Lara si ricongiunge con la sua amica Sam, in compagnia di un uomo presentatosi come Mathias, che asserisce di essere un membro dell'equipaggio e di volerle aiutare. Lara, stremata, si addormenta, ma al suo risveglio Sam e Mathias non ci sono più. Mentre li sta cercando, Lara è attaccata da un branco di lupi, ma viene salvata da Reyes, Alex, Jonah, Grim e Withman. Il gruppo decide di dividersi: Lara e Withman cercano di ricongiungersi con Roth mentre gli altri vanno in cerca di Sam. Lara e Whitman vengono catturati da un gruppo di isolani, che li portano in un villaggio dove altri membri dell'equipaggio vengono massacrati. Lara viene catturata da un uomo che cerca di violentarla, ma lei riesce a rubargli la pistola, lo uccide e scappa. Lara ritrova Roth, ferito gravemente, che le chiede di mandare un SOS da una vecchia antenna di soccorso situata nei paraggi. La ragazza si fa strada attraverso la base presidiata da altri isolani e riesce nell'impresa. Tuttavia, mentre l'aereo di soccorso si avvicina all'isola, una repentina tempesta appare dal nulla e lo distrugge; Lara, terrorizzata, sente in mezzo alla tempesta una voce di donna pronunciare la frase "Non si scappa", in giapponese.
Lara viene contattata dagli altri membri del suo gruppo, che la informano che Sam è stata portata all'interno di un antico palazzo nel centro dell'isola. Vi si reca e scopre che Mathias è in realtà il capo degli isolani, adepti di una specie di setta che venera Himiko, i Solarii. Mathias ordina che Lara venga uccisa, ma in quel momento arriva un enorme guerriero-samurai, che i Solarii temono e chiamano Guardia Tonante. Questa creatura uccide molti uomini e cattura Lara, portandola in uno strano monastero.
Lara scappa, e mentre esplora il monastero scopre l'esistenza di un rituale per eleggere la succeditrice di Himiko, che prevede una "prova del fuoco" a cui sottoporre la candidata. Contattata da Sam, Lara scopre che i Solarii stanno preparando un rogo per lei, convinti che possa essere la nuova regina. Lara corre in aiuto della sua amica, ma mentre si fa strada nella baraccopoli dei Solarii viene attirata in trappola da essi e si salva solo grazie a Grim, che si fa catturare e uccidere per permetterle di proseguire.
Grazie a Roth, che la copre con un fucile da cecchino, Lara riesce a introdursi nel palazzo dove i Solarii stanno attuando la prova del fuoco su Sam, ma Lara viene catturata ed aggredita. Convinta che l'amica sia spacciata, Lara fa il possibile per non far sentire sola l'amica nei suoi ultimi attimi di vita, ma una violenta folata di vento spegne il falò prima che attecchisca, e pertanto la ragazza è stata salvata e scelta come nuova regina. Mathias tuttavia ordina ugualmente la morte di Lara in quanto sua nemica. Sam viene di nuovo portata via da Lara, che riesce a sfuggire ai suoi carnefici e prosegue per il palazzo dove sono prigionieri anche gli altri membri della spedizione, e li libera. In cerca di Sam, Lara incontra Withman, che affascinato dai Solarii è riuscito ad instaurare "un'amicizia d'interesse", ottenendo il permesso di aggirarsi in libertà. Con il suo aiuto, Lara riesce a liberare Sam, ma l'archeologo viene fatto prigioniero. Nel frattempo Roth è riuscito a chiamare un elicottero di soccorso, e Lara lo raggiunge. La ragazza cerca di costringere il pilota a scendere per soccorrere gli altri, ma proprio allora un'ennesima tempesta fa precipitare il mezzo.
I danni causati dall'esplosione lasciano Lara in fin di vita e Roth riesce a rianimarla con un massaggio cardiaco. Mentre la ragazza è ancora incosciente, i due vengono presi d'assalto da un manipolo di Solarii: Roth salva Lara facendole da scudo, e muore eliminando il gruppo. Morto il suo mentore, Lara riflette, accantonando la fredda logica per far spazio, per la prima volta nella sua vita, alla possibilità che la giusta risposta possa nascondersi al di là del rigore scientifico, quindi si convince che è Himiko stessa a causare le anomalie affinché nessuno, una volta approdato sull'isola, possa più abbandonarla.
Lara raggiunge il suo gruppo sulla spiaggia, dove Reyes sta cercando di riparare una barca con la quale tentare una fuga. Lara è però convinta di dover tornare nel monastero per porre fine ai movimenti del culto onde evitare di morire nell'ennesimo futile tentativo di scappare. Il gruppo è raggiunto da Withman, ma Lara sospetta che lui sia d'accordo con i Solarii, e che voglia aiutarli a perpetrare il loro rituale. La ragazza cerca di fidarsi e accetta di tornare sul relitto dell'Endurance per recuperare l'attrezzatura necessaria a Reyes. Ivi viene attaccata dai Solarii e ritrova Alex, che a sua volta si sacrifica per permettere a Lara di salvarsi col gruppo.
Mentre ritorna alla spiaggia, Lara esplora un'antica camera segreta, dove rinviene lo scheletro di un samurai suicidatosi mediante seppuku. In una nota lasciata da quest'ultimo si legge l'origine del culto della sciamana Himiko, che per preservarsi dalla morte trasferiva la sua anima nel corpo della sua ancella favorita; quando, a causa della distrazione del Samurai, l'ancella prescelta si suicidò pur di non sottostare a questo compito, l'anima di Himiko rimase intrappolata nel cadavere della precedente ospite. Le tempeste sono causate dalla rabbia di Himiko, che intrappola gli altri sull'isola come lei lo è nel suo corpo. Lara capisce che Mathias ha scoperto tutto questo e vorrebbe far sì che Sam sia la nuova ospite, in modo da ottenere la libertà per lui ed i suoi uomini; ma Lara comprende che l'unico modo per far cessare tutto è distruggere il corpo di Himiko, quindi torna dai suoi compagni, catturati da Whitman.
Lara soccorre Jonah e Reyes e raggiungono un ingresso secondario del monastero in cui verrà portata Sam. L'archeologa si fa strada in esso e trova Withman e Sam in compagnia di Mathias, che con una scusa offre Withman in pasto agli Oni. Furtivamente, Lara li pedina fino alla cima della Ziggurat sacrificale, dove Lara assiste all'inizio del rituale. Dopo aver lottato contro la Guardia Tonante, Lara riesce a raggiungere Mathias e ad ucciderlo, per poi pugnalare il corpo di Himiko e liberarne lo spirito. Le tempeste cessano e Lara, Sam, Reyes e Jonah riescono a scappare dall'isola. Dopo tali vicissitudini, Lara decide di continuare il percorso iniziato, e girare il mondo in cerca di altri fenomeni inspiegabili.

## Modalità di gioco
Il gioco ha inizio con una Lara Croft priva di armi, strumenti, cibo e acqua. Sarà compito del giocatore aiutarla a procurarsi tutto il necessario per sopravvivere. Alcune aree dell’isola risultano inizialmente inaccessibili: per raggiungerle, Lara dovrà acquisire nuove abilità fisiche tramite un sistema di potenziamento (“skill system”) o ottenere l’equipaggiamento adatto.
All’interno dei numerosi campi base sparsi per l’isola, il giocatore può combinare materiali per creare oggetti, migliorare le abilità di Lara, accedere a missioni già completate e utilizzare il viaggio rapido verso altri campi base, così da evitare spostamenti ripetitivi nelle aree già esplorate.
Rispetto ai titoli precedenti, è presente una maggiore enfasi sul combattimento. La classica mira automatica è stata rimossa e sostituita con un sistema di mira libera, che richiede un approccio più attivo da parte del giocatore.
Una delle principali novità è l’“istinto di sopravvivenza”, una funzione che evidenzia oggetti e elementi utili per la risoluzione di enigmi ambientali, ma che può essere attivata solo quando Lara è in piedi. Il gioco introduce inoltre nuove interazioni con l’ambiente: alcune superfici cederanno se ci si resta sopra troppo a lungo, Lara non si aggrappa più automaticamente ai cornicioni e ora può anche cambiare direzione mentre è in salto.
Secondo gli sviluppatori, queste scelte di design, unite a un’atmosfera più cupa e realistica, sono state pensate per mettere in risalto l’istinto di sopravvivenza della giovane protagonista, ancora inesperta ma determinata. Il gioco offre anche diversi livelli di difficoltà per adattarsi a vari stili di gioco.

## Personaggi
- Lara Croft (doppiata da Benedetta Ponticelli): Lara è una ragazza di 21 anni, figlia del famoso archeologo Richard Croft, sparito anni prima nel corso di una spedizione; il suo rapporto col padre è stato molto travagliato, in quanto lei criticava l'approccio poco accademico di Lord Croft nei confronti degli antichi miti. Seria e taciturna, Lara passa molto tempo sui libri, ma in realtà è stata già molto temprata dalla vita: dopo la morte dei suoi genitori ha infatti passato molto tempo sull'Endurance, assistendo Roth nelle sue spedizioni e fortificando il suo fisico. Inoltre, avendo rifiutato di iscriversi al prestigioso college Wimbledon, Lara ha fatto i suoi studi in un'università molto meno quotata, svolgendo anche il lavoro di cameriera in un bar malfamato. Lara è determinata, coraggiosa e ha un fortissimo senso del dovere e della lealtà: l'equipaggio dell'Endurance è la sua vera famiglia e farebbe di tutto per salvare i suoi amici se si trovassero in pericolo. La spedizione per Yamatai è il suo primo, vero lavoro da archeologa, e Lara non vede l'ora di mettere a frutto i suoi lunghi studi e dimostrare a tutti di che pasta è fatta.
- Conrad Roth (doppiato da Cesare Rasini): ha 52 anni ed è il capitano dell'Endurance, nonché della spedizione archeologica per il ritrovamento di Yamatai. Roth è stato per molti anni nei marines; è un uomo d'azione e grande avventuriero, e ha accompagnato spesso Richard Croft (da lui affettuosamente soprannominato Dick) in molte avventure. Alla sua morte, ha fatto praticamente da padre a sua figlia Lara, addestrandola e insegnandole l'uso delle armi. Roth è un uomo serio e ombroso, con un carattere forte e impenetrabile; anche se il suo spirito indipendente non gli ha mai consentito di legarsi sul serio a qualcuno, il benessere dei suoi colleghi (e in particolare quello di Lara) è sempre il suo primo pensiero.
- Samantha "Sam" Nishimura (doppiata da Jenny De Cesarei): ha 22 anni ed è la miglior amica di Lara. Nata in America da madre portoghese e padre giapponese, nella sua vita Sam ha viaggiato tantissimo, guadagnandosi un carattere allegro e spregiudicato del tutto complementare a quello serioso di Lara. Sam è infatti spesso impegnata a tirare su il morale di Lara, a cui dà sempre completa fiducia. Appassionata filmaker, è colei che si occupa delle riprese nella spedizione per Yamatai, alla quale tiene tantissimo poiché millanta di essere l'ultima discendente di Himiko.
- Joslyn Reyes (doppiata da Dania Cericola): chiamata solo per cognome, ha 42 anni ed è il meccanico dell'Endurance. Nata e cresciuta nei sobborghi di New York, Reyes ha una figlia di quattordici anni, Alisha, e sceglie di imbarcarsi sull'Endurance per poterla mantenere. Reyes ha un carattere molto forte ed è spesso in contrasto con Lara.
- James Withman (doppiato da Claudio Ridolfo): archeologo e antropologo di discreta fama, è l'esperto del gruppo. Withman è stato il presentatore di alcuni documentari televisivi, il che l'ha fatto cadere in disgrazia nel mondo accademico; il suo contratto è però scaduto, mandandolo in bancarotta; lui sta cercando del materiale per ideare una nuova trasmissione e al tempo stesso per riabilitarsi agli occhi dei suoi colleghi. La spedizione per Yamatai potrebbe essere la sua nuova grande occasione, perciò è disposto davvero a tutto pur di raggiungere i suoi scopi.
- Alex Weiss (doppiato da Federico Viola): è il tecnico dell'Endurance. Alex è un vero genio dell'informatica e delle tecnologie in generale, ma ha anche un carattere troppo sempliciotto che non gli permette di applicarsi a dovere, raggiungendo sempre il risultato minimo. Alex è segretamente innamorato di Lara, ma non ha il coraggio per rivelarglielo.
- Jonah Maiava (doppiato da Ivo De Palma): è il cuoco dell'Endurance. Proviene dalla Nuova Zelanda ed è un ragazzo massiccio e incredibilmente forte. Prima di trovare lavoro sulla nave, ha prestato servizio nell'esercito, ma ha dovuto lasciare quel lavoro a causa di alcune serie di ferite procuratesi in battaglia. Nonostante il suo aspetto imponente e la gran forza fisica, Jonah è un tenerone.
- Angus "Grim" Grimaldi (doppiato da Gianni Gaude): timoniere dell'Endurance, è nato e cresciuto nelle periferie di Glasgow. Vecchio ed esperto navigatore, la sua vita si è sempre svolta su delle navi, molto spesso in compagnia di Roth. Grim è un uomo all'apparenza arcigno e duro, ma in realtà ha un cuore d'oro e si sacrificherebbe per qualsiasi suo amico.
- Padre Mathias (doppiato da Mario Scarabelli): un aviatore di mezza età, è giunto sull'isola molti anni prima. All'inizio terrorizzato da quell'esperienza, nella sua lotta per la sopravvivenza è venuto in contatto con le tracce del culto di Himiko, scoprendo la terribile verità sulla Regina del Sole. Man mano Mathias ha organizzato la setta dei Solarii, allo scopo di fornire alla Regina sacrifici in attesa della sua nuova incarnazione: ogni volta che una nave o un aereo facevano naufragio sull'isola, i superstiti venivano invitati a scegliere se unirsi a loro o morire. Padre Mathias è un leader carismatico e sembra davvero adorare Himiko con tutte le sue forze: in realtà il suo unico vero scopo è lasciare l'isola, e per farlo è convinto che l'unico modo sia dare alla Regina un nuovo corpo.
- I Solarii: la setta dei Solarii è stata fondata da Padre Mathias, e comprende tutti coloro che arrivano sull'isola e scelgono di sottostare al carisma di Mathias, piuttosto che essere uccisi. I Solarii venerano Himiko e hanno il compito di reprimere qualsiasi oppositore con le armi di cui sono dotati. Questi uomini abitano nella baraccopoli, una città costituita da lamiere e resti di navi e aerei, sovrapposta alle rovine stratificate degli abitanti originari dell'isola e di quelli che si sono succeduti nel corso di millenni di naufragi.
- Himiko: regina-sciamana di Yamatai, grazie alla sua capacità di interagire col mondo degli spiriti ha ottenuto il potere di comandare sugli agenti atmosferici, nonché quello di far sopravvivere la sua anima nel corpo di un'ancella da lei stessa prescelta.

## Sviluppo
Dopo la pubblicazione dell'ottavo capitolo, Tomb Raider: Underworld, il team di Crystal Dynamics è stato diviso in due parti: uno impegnato nello sviluppo di questo nono capitolo e l'altro nello sviluppo dello spin-off Lara Croft and the Guardian of Light.
Il 6 dicembre 2010, le notizie a proposito di un nono capitolo della serie Tomb Raider sono state confermate da un comunicato ufficiale di Square Enix, che ha confermato lo sviluppo del gioco, già iniziato da ben due anni, e la trama del videogame (oggetto di teorie e ipotesi da un anno). Un'anteprima mondiale del gioco è stata lanciata nel mese di dicembre 2010 sulla copertina della rivista Game Informer. Il 2 giugno 2011 è stato distribuito il primo trailer ufficiale del gioco in CG (computer grafica), intitolato Turning Point, che ha spostato l'uscita del gioco da dicembre 2011 all'autunno del 2012, ed alla conferenza Microsoft della fiera Electronic Entertainment Expo 2011 è stato mostrato il gameplay di una versione preliminare, ambientato nelle viscere di alcune caverne claustrofobiche in cui la protagonista deve essere incappata dopo l'incidente dell'Endurance.
Il 25 gennaio 2012 il senior producer Kyle Peschel e l'art director Brian Horto hanno dichiarato, tramite un podcast, che Tomb Raider è ufficialmente entrato nella fase alpha, ovvero il gioco è completamente giocabile ma deve essere perfezionato. La fase alpha prevede una durata di due mesi a cui ne seguiranno altrettanti di fase beta (in cui il gioco è completo e si cercano eventuali bug da correggere). Il 5 maggio 2012, in vista dell'E3 2012, tenutosi a Los Angeles, è stato inizialmente pubblicato il trailer completo del videogioco, intitolato Crossroads, della durata di tre minuti e mezzo circa. Il 31 maggio 2012 e il 4 giugno 2012, sempre in vista dell'E3, sono stati pubblicati diversi gameplay trailer, che raffigurano varie fasi preliminari del videogioco e che, soprattutto, mettono in risalto la dura lotta alla sopravvivenza di Lara, che si vedrà costretta a cacciare degli animali per nutrirsi.
Durante il PAX Prime 2012, tenutosi a Seattle nei primi giorni di settembre, il portale Gamesradar ha realizzato un filmato off-screen che riprende ben tredici minuti di gameplay tratti da una demo presentata alla manifestazione. Protagonista in assoluto del filmato gameplay è Lara, alle prese con alcune ambientazioni particolarmente ostiche e pericolose di quest'isola misteriosa ricca di segreti di portare alla luce, ma anche di avversari sconosciuti che i giocatori si troveranno ad affrontare nel proseguir del gioco. Il video riprende anche il sofisticato sistema di personalizzazione e evoluzione della protagonista, con una serie di upgrade che si potranno acquistare per migliorare le abilità di Lara. È stato reso ufficiale che Tomb Raider sarà presente all'Eurogamer Expo 2012.
Il videogame, che è stato giocabile nel corso dell'Eurogamer Expo, ha avuto l'onore di essere presentato al grande pubblico dai suoi stessi creatori. Per la presentazione del videogioco, il team di Crystal Dynamics ha mandato il senior arct director Brian Horto e la community manager Meagan Marie. I ragazzi di Crystal Dynamics sono arrivati sul palco dello stage l'ultimo giorno, il 30 settembre alle 13:30, su cui si sono trattenuti per più di un'ora, mostrando una lunga sequenza action di gameplay raffigurante l'alquanto sofisticato comparto di combattimento (dotato di arco e frecce, fucile a pompa, mitra e pistola) alcuni quick-time event ed infine una sequenza che vede Lara solcare i cieli
dell'isola mediante un paracadute.
In un'intervista concessa a Official PlayStation Magazine, il brand director Karl Stewart ha raccontato di alcuni retroscena nello sviluppo del nuovo Tomb Raider. In particolare, il brand director ha parlato di alcune difficili decisioni che hanno poi portato alla cancellazione di alcune caratteristiche originariamente progettate per il videogioco. Ad esempio, ad un certo punto, nella storia del videogame, sarebbe dovuta comparire una ragazzina che sarebbe poi divenuta fedele compagna d'avventure di Lara; oppure, era stato previsto un cavallo, che sarebbe stato usato dalla protagonista come mezzo di trasporto, ma alla fine entrambe le idee sono state cancellate.
Il viso di Lara è stato creato sulla base della modella Megan Farquhar tramite un processo di scan 3D, e modificato di conseguenza per tenere i tratti tipici di Lara.
L'8 febbraio 2013 Square Enix ha annunciato che Crystal Dynamics ha terminato lo sviluppo di Tomb Raider e che il videogioco, entrato finalmente in fase gold, era ufficialmente pronto per mostrarsi sugli scaffali.

## Accoglienza
| Testata                        | Giudizio |
| ------------------------------ | -------- |
| Metacritic (media al 6-7-2024) | 86/100   |
| Multiplayer.it                 | 8.5/10   |
| SpazioGames.it                 | 8.5/10   |
| GamesRadar                     | 4.5/5    |
| InsideHardware.it              | 4/5      |

Il nuovo Tomb Raider si è aggiudicato 40 dei 130 premi per cui è stato nominato. Nell'E3 2011 il gioco si è aggiudicato 71 nomination e 21 vittorie. Il titolo in questione ha anche ricevuto tre importanti nomination ai prestigiosi E3 Game Critics Award, ovvero i premi assegnati dalla critica specializzata, nello specifico: Miglior gioco dell'E3, Miglior gioco per console e Miglior avventura/gioco d'azione.
Il gioco è stato accolto positivamente sia dalla critica italiana che da quella estera, con particolari elogi alla versione per PC che vanta un maggior apprezzamento rispetto alle corrispettive versioni per console. La rivista Game Republic lo nominò gioco dell'anno 2013, oltre che miglior action-adventure e miglior personaggio femminile a Lara.

## Contenuti scaricabili
Numerosi contenuti scaricabili (DLC) sono disponibili a pagamento tramite lo Steam eShop, pensati per arricchire l’esperienza di gioco sia in modalità giocatore singolo che nel multigiocatore.

## Edizioni
Per il lancio di Tomb Raider sono state annunciate quattro edizioni fisiche:
- Edizione Standard: include semplicemente il gioco in formato DVD o Blu-ray.
- Edizione Survival: oltre al disco di gioco, comprende un artbook curato dall’art director Brian Horton, una mappa a due facce dell’isola, un borsello da sopravvivenza, e un codice per il download della colonna sonora ufficiale insieme al "Weapon Pack" in DLC.
- Edizione Collector's: contiene tutti i contenuti della Survival Edition, con l’aggiunta di una statuetta di Lara Croft alta 8 pollici e una confezione in metallo.
- Edizione Controller: dedicata ai possessori di Xbox 360, include un controller wireless a tema Tomb Raider e un DLC per sbloccare un personaggio esclusivo nella modalità multiplayer.

La copertina ufficiale delle versioni Xbox 360, PlayStation 3 e PC, anch’essa realizzata da Brian Horton, è stata svelata il 23 ottobre 2012.
Nel gennaio 2014 è stata pubblicata una nuova versione del gioco, intitolata Definitive Edition, per PlayStation 4 e Xbox One. Oltre a una grafica migliorata e a tutti i contenuti scaricabili precedentemente rilasciati, la versione PS4 gira a 1080p e 60 fps, mentre quella per Xbox One si ferma a 30 fps, mantenendo comunque un’ottima resa visiva.

## Sequel
Il 27 giugno 2012, il global brand director di Tomb Raider ha dichiarato che la storia della nuova Lara Croft non sarebbe stata raccontata in un solo gioco, lasciando intendere con chiarezza l’intenzione di sviluppare almeno un seguito.
La conferma è arrivata il 9 giugno 2014, durante l’E3 2014, dove è stato presentato ufficialmente Rise of the Tomb Raider attraverso un breve trailer in CG (computer grafica).
Un primo indizio del sequel era già stato inserito nel filmato finale del gioco: mentre si trova a bordo di una nave diretta verso casa, Lara legge un diario su cui compaiono caratteri in cirillico, suggerendo fin da subito l’ambientazione del capitolo successivo, ovvero la Siberia.

## Adattamento cinematografico
Il film Tomb Raider del 2018, diretto da Roar Uthaug, è un adattamento del celebre videogioco e rappresenta un riavvio della saga cinematografica a quindici anni di distanza dal film precedente.
La protagonista Lara Croft è interpretata da Alicia Vikander, alla sua prima apparizione nel ruolo, mentre Dominic West e Walton Goggins vestono rispettivamente i panni di Richard Croft, il padre di Lara, e dello spietato mercenario Mathias Vogel.

## The Final Hours of Tomb Raider
The Final Hours of Tomb Raider è una serie di documentari web inerenti allo sviluppo del nuovo Tomb Raider. Lo scopo del progetto è quello di presentare retroscena scottanti e colloqui speciali con il personale di Crystal Dynamics. Il prodotto è stato realizzato con la speciale collaborazione del giornalista Geoff Keighley e condotto dall'attore americano Zachary Levi, che non ha mai negato la sua sfrenata passione per i videogames.